# Герб Вилючинска
Герб муниципального образования городской округ ЗАТО «Вилючинск» Камчатского края Российской Федерации — является опознавательно-правовым знаком, наряду с флагом и гимном служащим официальным символом муниципального образования.
Герб утверждён 28 апреля 2008 года решением № 202/23 Думы Вилючинского городского округа и внесён 25 июня 2008 года в Государственный геральдический регистр Российской Федерации под регистрационным номером 4025.

## Геральдическое описание (блазон)
В лазоревом поле якорь, окруженный разомкнутым вверху лавровым венком, все сопровождено внизу двумя обнаженными морскими кортиками накрест; все фигуры золотые. Щит увенчан муниципальной короной установленного образца.

## Обоснование символики
Герб языком символов и аллегорий отражает исторические, культурные и социально-экономические особенности города Вилючинска.
Голубой цвет поля созвучен бескрайному океану, на берегах которого расположен город.
Перекрещенные кортики обозначают защиту и справедливость, воплощают отвагу, твердость духа, героизм, мужество и доблесть горожан, а также аллегорически говорит о роли города в деле обороноспособности страны.
Лавровый венок — символ значимости и величия военно-морского флота России, форпостом которого на востоке является город Вилючинск. Якорь символизирует морской флот и все структуры относящиеся к нему.
Золото — символ прочности, богатства, величия, справедливости и великодушия.
Лазоревый (голубой) цвет — символ чести, благородства, духовности.
Герб представляет собой щит с изображением разомкнутого лаврового венка, в центре которого расположен якорь, символизирующий морской флот и все относящиеся к нему структуры. В нижней части щита — обнаженные перекрещенные морские кортики обозначают защиту и справедливость, воплощают отвагу, героизм, мужество и доблесть горожан, а также аллегорически говорят о роли города в деле обороноспособности страны. Все фигуры золотого цвета. Синий цвет поля созвучен бескрайнему океану, на берегах которого расположен город. Лавровый венок — символ значимости и величия военно-морского флота России, форпостом которого на восточных рубежах является город Вилючинск.

## История
Вилючинск ведет свою историю с 16 октября 1968 года, когда рабочие посёлки Рыбачий, Приморский и Сельдевая были объединены в посёлок Советский. В 1970 году он получил новое имя — Приморский или Петропавловск-Камчатский-50. C 1994 года город стал называться Вилючинск. Город известен благодаря существующей с 1930-х годов базе подводных лодок, береговых частей обеспечения и судоремонтного завода Тихоокеанского флота.
В советский период неоднократно выпускались сувенирные значки с изображением гербовидных эмблем города.
В 1983 году появилась такая эмблема — на фоне зеленых сопок золотая шестерня с выходящим из неё силуэтом подводной лодки, над сопками в синем поле надпись «Петропавловск-Камчатский-50 15 лет», в основании эмблемы золотая волнистая линия.
В 1988 году, к 20-летию образования Петропавловск-Камчатский-50, был выпущен новый сувенирный знак с изображением эмблемы города. В красном поле серая шестерня, внутри которой силуэт военного корабля на фоне серебряных сопок и голубое небо над ними. Основание шита синего цвета.
Позже появилась ещё одна гербовидная эмблема города, которая мела следующий вид:
Щит пересечен голубым и синим; в верхнем поле две серебряные сопки, в нижнем — три черные скалы и всплывающая черная подводная лодка. Поверх всего слева серебряный монумент с оранжевым штурвалом, внутри которого золотой якорь.
Все эмблемы города не имели официального статуса.
В декабре 2006 года Администрация Вилючинского городского округа объявила открытый конкурс на разработку официального символа Вилючинского городского округа, закрытого административно-территориального образования города Вилючинска — герба города.
28 апреля 2008 года был официально утверждён герб закрытого административно-территориального образования города Вилючинска.